# گوانیدینوپروپیونیک اسید
گوانیدینوپروپیونیک اسید (به انگلیسی: Guanidinopropionic acid) یک ترکیب شیمیایی است. شکل ظاهری این ترکیب، پودر سفید است.